# Caligula (molie)
Caligula este un gen de molii din familia Saturniidae. Este un gen în general oriental, cu specii întâlnite în India, China și Asia de Sud-Est.  Denumirea sa este dată după numele împăratului roman Caligula.

## Specii
- Caligula anna (Moore, 1865)
- Caligula boisduvali (Eversmann, 1847)
- Caligula cachara Moore, 1872
- Caligula grotei (Moore, 1858)
- Caligula japonica Moore, 1872
- Caligula jonasi Butler, 1877
- Caligula kitchingi (Brechlin, 2001)
- Caligula lindia Moore, 1865
- Caligula simla (Westwood, 1847)
- Caligula thibeta (Westwood, 1853)